# Víllec
Víllec es una entidad de población española del municipio de Montellá Martinet, perteneciente a la provincia de Lérida, en la comunidad autónoma de Cataluña.

## Historia
Hacia mediados del siglo XIX, el lugar tenía contabilizada una población de 141 habitantes. Aparece descrito en el decimosexto volumen del Diccionario geográfico-estadístico-histórico de España y sus posesiones de Ultramar de Pascual Madoz de la siguiente manera:

VILLECH ó VILECH: l. en la prov. de Lérida (23 leg.), part. jud. y dióc. de Seo de Urgel (3), aud. terr. y c. g. de Barcelona (24): forma ayunt. con Estaña, á que se halla agregado el pueblo de Beixach. sit. en una hondonada; su clima es frio. Tiene 26 casas; igl. anejo de Estaña, en cuyo térm. se halla comprendido el de este pueblo (V.), y buenas aguas potables. El terreno es de secano y de mala calidad. Los caminos son locales: la correspondencia se recibe de Bellber. prod.: trigo, legumbres, patatas y pastos; cria ganado lanar, cabrio, vacuno y de cerda, y caza de perdices y conejos. pobl.: 24 vec., 141 alm. cap. imp.: 33,307 rs. contr.: el 14,48 por 100 de esta riqueza.
(Madoz, 1850, p. 309)

En 2022, tenía empadronados catorce habitantes.